# José Santos Chocano

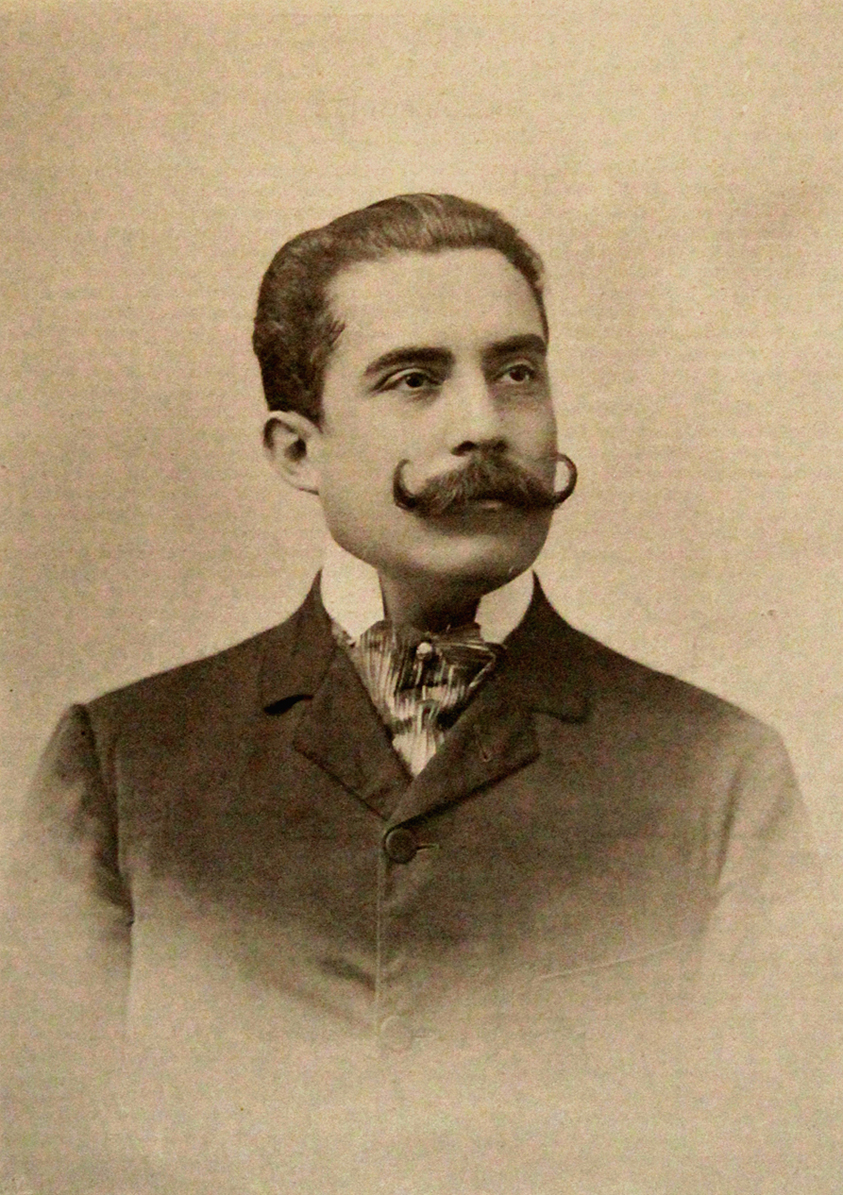
José Santos Chocano

José Santos Chocano Gastañodi (ur. 1875, zm. 1934), peruwiański poeta, pisarz, dziennikarz, dyplomata i przedsiębiorca. Manuel González Prada nazwał go „Poetą Narodowym Peru”.
Urodzony w Limie. Od 1905 do 1922 przebywał na emigracji m.in. w Meksyku, gdzie wziął udział w rewolucji meksykańskiej. W 1926 po raz kolejny wyjechał z Peru po tym, jak dokonał zabójstwa. Osiadł w Chile, a w stolicy tego kraju, Santiago, sam został zamordowany przez szaleńca.
Jeden z najpopularniejszych przedstawicieli modernizmu latynoamerykańskiego. W swych dziełach opiewał przyrodę oraz historię Ameryki Łacińskiej.